# Komenda Rejonu Uzupełnień Lwów Miasto

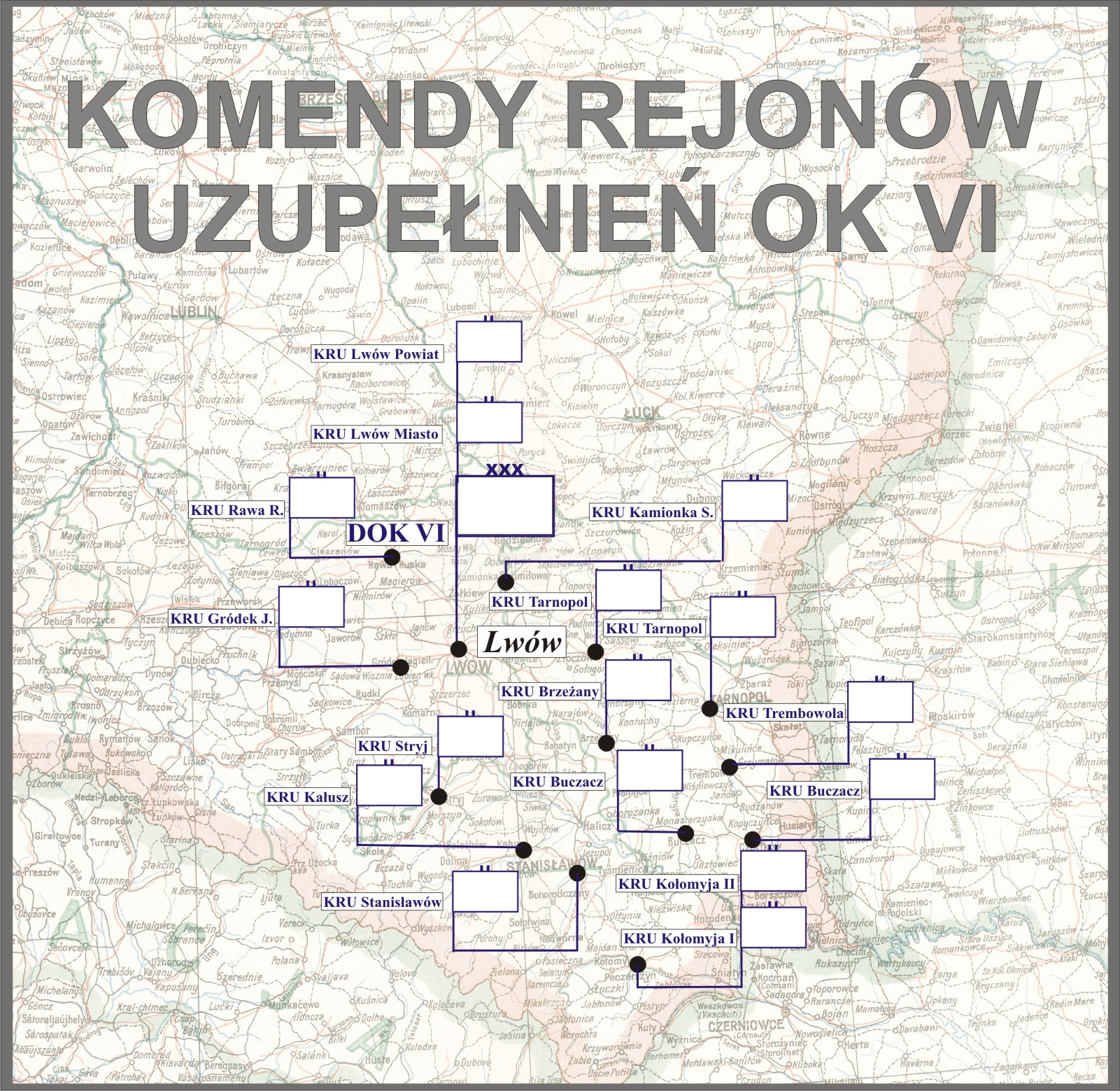
Komendy rejonów uzupełnień DOK VI

Komenda Rejonu Uzupełnień Lwów Miasto (KRU Lwów Miasto) – organ wojskowy właściwy w sprawach uzupełnień Sił Zbrojnych II Rzeczypospolitej i administracji rezerw w powierzonym mu rejonie.

## Historia komendy
Na początku lat 20. XX wieku na obszarze Okręgu Korpusu Nr VI została utworzona Powiatowa Komenda Uzupełnień Lwów Miasto obejmująca swoją właściwością miasto Lwów.
16 maja 1922 roku komendant PKU Lwów Miasto ppłk piech. Roman Kurzbauer wezwał wszystkich oficerów rezerwy, bezterminowo urlopowanych, zamieszkałych na stałe we Lwowie, do stawienia się w siedzibie komendy przy ul. Sykstuskiej 39 (obecnie ul. Petra Doroszenki), w dniach 21–28 maja, w celu uzupełnienia danych personalnych.
W marcu 1930 roku PKU Lwów Miasto była nadal podporządkowana Dowództwu Okręgu Korpusu Nr VI we Lwowie i administrowała miastem Lwów. W grudniu tego roku komenda posiadała skład osobowy typ I.
31 lipca 1931 roku gen. dyw. Kazimierz Fabrycy, w zastępstwie ministra spraw wojskowych, rozkazem B. Og. Org. 4031 Org. wprowadził zmiany w organizacji służby poborowej na stopie pokojowej. Zmiany te polegały między innymi na zamianie stanowisk oficerów administracji w PKU na stanowiska oficerów broni (piechoty) oraz zmniejszeniu składu osobowego PKU typ I–IV o jednego oficera i zwiększeniu o jednego urzędnika II kategorii. Ponadto w PKU Lwów Miasto dodatkowo występował etat oficera – referenta ewidencji oficerów. Liczba szeregowych zawodowych i niezawodowych oraz urzędników III kategorii i niższych funkcjonariuszy pozostała bez zmian.
W 1938 roku PKU mieściła się przy ul. św. Jacka 1 we Lwowie.
1 lipca 1938 roku weszła w życie nowa organizacja służby uzupełnień, zgodnie z którą dotychczasowa PKU Lwów Miasto została przemianowana na Komendę Rejonu Uzupełnień Lwów Miasto przy czym nazwa ta zaczęła obowiązywać 1 września 1938 roku, z chwilą wejścia w życie ustawy z dnia 9 kwietnia 1938 roku o powszechnym obowiązku wojskowym. Obok wspomnianej ustawy i rozporządzeń wykonawczych do niej, działalność KRU Lwów Miasto normowały przepisy służbowe MSWojsk. D.D.O. L. 500/Org. Tjn. Organizacja służby uzupełnień na stopie pokojowej z 13 czerwca 1938 roku. Zgodnie z tymi przepisami komenda rejonu uzupełnień była organem wykonawczym służby uzupełnień .
Komendant rejonu uzupełnień w sprawach dotyczących uzupełnień Sił Zbrojnych i administracji rezerw podlegał bezpośrednio dowódcy Okręgu Korpusu Nr VI, który był okręgowym organem kierowniczym służby uzupełnień. Rejon uzupełnień nie uległ zmianie i nadal obejmował miasto Lwów. Komenda prowadziła ewidencję wszystkich oficerów z obszaru miasta Lwowa oraz powiatów: lwowskiego, bóbreckiego i przemyślańskiego.

## Obsada personalna
Poniżej przedstawiono wykaz oficerów zajmujących stanowisko komendanta Powiatowej Komendy Uzupełnień i komendanta rejonu uzupełnień oraz wykaz osób funkcyjnych (oficerów i urzędników wojskowych) pełniących służbę w PKU i KRU Lwów Miasto, z uwzględnieniem najważniejszych zmian organizacyjnych przeprowadzonych w 1926 i 1938 roku.
Komendanci
- ppłk piech. Roman Kurzbauer (1922 – †VI 1923[12])
- mjr piech. Bolesław Tadeusz Słowikowski (VII 1923[13] – II 1925 → komendant PKU Kamionka Strumiłowa[14])
- ppłk piech. Jan Łuszczki (II 1925[14] – II 1927 → stan spoczynku z dniem 30 IV 1927[15])
- ppłk piech. Józef I Jasiński (VII 1927 – IV 1928 → dyspozycja dowódcy OK VI)
- mjr piech. Piotr Gustaw Rokicki (I 1929[16] – VII 1933 → stan spoczynku z dniem 31 VIII 1933[17])
- mjr piech. Franciszek Jarzębiński (15 VII 1933[18] – po VI 1935 → komendant KRU Stanisławów)
- ppłk piech. Stefan Warchoł (1939[19])

Obsada pozostałych stanowisk funkcyjnych PKU w latach 1921–1925
- I referent
  - mjr. piech. Jan Franciszek Glatty (do XII 1923 → I referent Szefostwa Poborowego DOK VI[22])
  - mjr rez. piech. powołany do służby czynnej / mjr kanc. Ryszard Zakrzewski (XII 1923[22] – IX 1924 → PKU Chełm[23])
  - mjr. piech. Jan Franciszek Glatty (IX 1924[24] – 1 VI 1925[25] → p.o. komendanta PKU Kamionka Strumiłowa)
  - mjr piech. Piotr Gustaw Rokicki (od 1 VI 1925[25])
- II referent
  - urzędnik wojsk. XI rangi Walerian Czerny (do VII 1923[26] → PKU Lwów Powiat)
  - urzędnik wojsk. X rangi / por. kanc. Jan Fidler (VII 1923[26] – 1924)
- referent – urzędnik wojsk. XI rangi Edmund Hentschel
- oficer instrukcyjny – wakat
- oficer ewidencyjny Lwów Miasto – por. kanc. Wacław Świtkowski (25 X 1923[27] – 1924)

Obsada pozostałych stanowisk funkcyjnych PKU w latach 1926–1938
- kierownik I referatu administracji rezerw i zastępca komendanta
  - mjr żand. Jan Mańkowski (od II 1926)
  - kpt. piech. Franciszek Starak (XII 1929[32] – 1938)
- kierownik II referatu poborowego
  - kpt. piech. Tadeusz Bukowczyk (od II 1926)
  - kpt. piech. Wincenty Duda (IX 1930[33] – był w VI 1935)
- referent – por. kanc. Jan Fidler (od II 1926)
- referent ewidencji oficerów – kpt. piech. Aleksander Edward Stanisław Knauer (VII 1929[34] – ? → kierownik I referatu KRU Lwów Powiat)

Obsada pozostałych stanowisk funkcyjnych KRU w latach 1938–1939
- kierownik I referatu ewidencji – kpt. adm. (piech.) Franciszek Starak[b]
- kierownik II referatu uzupełnień – kpt. adm. (piech.) Adam Marian Werner †1940 Charków[38]
- kierownik III referatu oficerskiego – kpt. adm. (piech.) Józef Benedykt Konopka †1940 Charków[39]

W Charkowie zamordowani zostali również kpt. piech. Aleksander Edward Stanisław Knauer i mjr piech. Michał Jan Dworski (przydzielony do PKU Lwów Miasto).